# Le vespe
Le vespe (in greco antico: Σφῆκες?, Sphêkes) è una commedia di Aristofane, rappresentata per la prima volta ad Atene alle Lenee del 422 a.C. Il titolo è talvolta tradotto anche come I calabroni o, più raramente, Le api.

## Trama
Filocleone è un vecchio affetto dalla mania di partecipare ai processi come giudice popolare. Il figlio, Bdelicleone, ha allora deciso di rinchiuderlo in casa, per evitare che il vecchio possa correre in tribunale e passare lì tutto il giorno. Filocleone tenta in vari modi la fuga, aiutato dai suoi compagni di tribunale (che costituiscono il coro), ma senza riuscirci. Il figlio tenta di convincerli che il grande potere che essi credono di esercitare (e che è il motivo della loro ossessione per i processi) è in realtà soltanto una grande mistificazione, e che essi sono solo uno strumento nelle mani di chi esercita il potere.
Tuttavia la voglia di Filocleone di assistere a un processo è tale che Bdelicleone, per accontentarlo, inventa un grottesco giudizio in casa propria: l'imputato è un cane, reo di aver mangiato un pezzo di formaggio. Filocleone è propenso a condannarlo, ma il figlio con l'inganno lo induce a mettere il proprio voto nell'urna dell'assoluzione. Il cane viene così assolto e il vecchio, sconvolto dall'inaspettata conclusione del giudizio, decide finalmente di smetterla con i processi. Bdelicleone pensa allora di educare il padre alla vita mondana e per questo lo conduce a un simposio, dove però il vecchio si comporta in modo inqualificabile: insulta i convitati e sottrae loro un'avvenente flautista. Rischierebbe di scoppiare una rissa, ma tutto si aggiusta e alla fine i convitati escono di scena tra salti e piroette in un corteo comastico di giubilo.

## Commento

### La proliferazione dei processi
In quest'opera Aristofane prende di mira la proliferazione dei processi che caratterizzava l'Atene dei suoi tempi. Gli ateniesi erano evidentemente assai litigiosi e ricorrevano spesso alla giustizia di Stato. A causa della interminabile guerra del Peloponneso, le giurie popolari erano ormai composte quasi esclusivamente da persone anziane, che si illudevano in questo modo di svolgere ancora una funzione sociale importante, ossia di essere ancora in grado di pungere (di qui la metafora dei giudici popolari come Vespe). Aristofane li ritiene invece soltanto uno strumento nelle mani del potere, in particolare di Cleone, uomo politico ateniese, frequente bersaglio degli strali aristofaneschi. Egli aveva portato da due a tre oboli il compenso per i giudici popolari (equivalenti a oltre la metà dello stipendio mensile di un operaio), accrescendo così il desiderio e la mania degli ateniesi per i processi. Non a caso il vecchio che vuole parteciparvi è chiamato Filocleone, ovvero "il seguace di Cleone", mentre il figlio che cerca di impedirglielo è Bdelicleone, ovvero "colui che disprezza Cleone".

### La parodia
L'opera presenta una sorta di rito di ringiovanimento, in cui una persona, Filocleone, passa da vecchio e arcigno giudice popolare a scanzonato festaiolo. La prima parte della commedia è caratterizzata da trovate originali e divertenti, come il paradossale processo organizzato da Bdelicleone, ma l'azione tende a incepparsi un po' nella seconda parte, con salti e piroette che possono essere spettacolari sulla scena, ma che tradiscono anche un certo impoverimento dell'ispirazione comica. L'attacco al sistema giudiziario non è comunque portato fino in fondo (Cleone è bersagliato con più veemenza nei Cavalieri), forse perché l'autore sapeva di non potersi inimicare troppo uno dei più importanti centri di potere ateniesi.

### Il diritto processuale ateniese
Nella Atene del V secolo a.C. non esisteva la figura del pubblico ministero e l'azione penale veniva esercitata solo a querela di parte: quando un cittadino riteneva che qualcuno avesse compiuto un reato, aveva il diritto di portarlo a giudizio (tale figura di accusatore era detta sicofante). Dopo la riforma del 462 a.C., la maggior parte dei processi veniva giudicata dalle giurie popolari, mentre ai magistrati restavano solo funzioni marginali, spesso di mera raccolta delle prove presentate e fissazione del giorno del processo (facevano eccezione i delitti di sangue, giudicati dal tribunale dell'Areopago). La giuria popolare era costituita da 500 cittadini estratti a sorte tra i 6 000 membri dell'Eliea. Essi avevano il compito di ascoltare il discorso dell'accusatore (nonché le leggi e i testimoni da lui citati) e l'analogo discorso a propria discolpa dell'imputato, e votare a maggioranza sull'innocenza o colpevolezza di quest'ultimo. In certi casi la pena era già decisa dalla legge, in altri poteva essere proposta dall'accusatore o dall'imputato stesso. L'intero processo non poteva durare più di un giorno: cominciato di mattina, doveva concludersi entro sera.